# نقد عقل محض

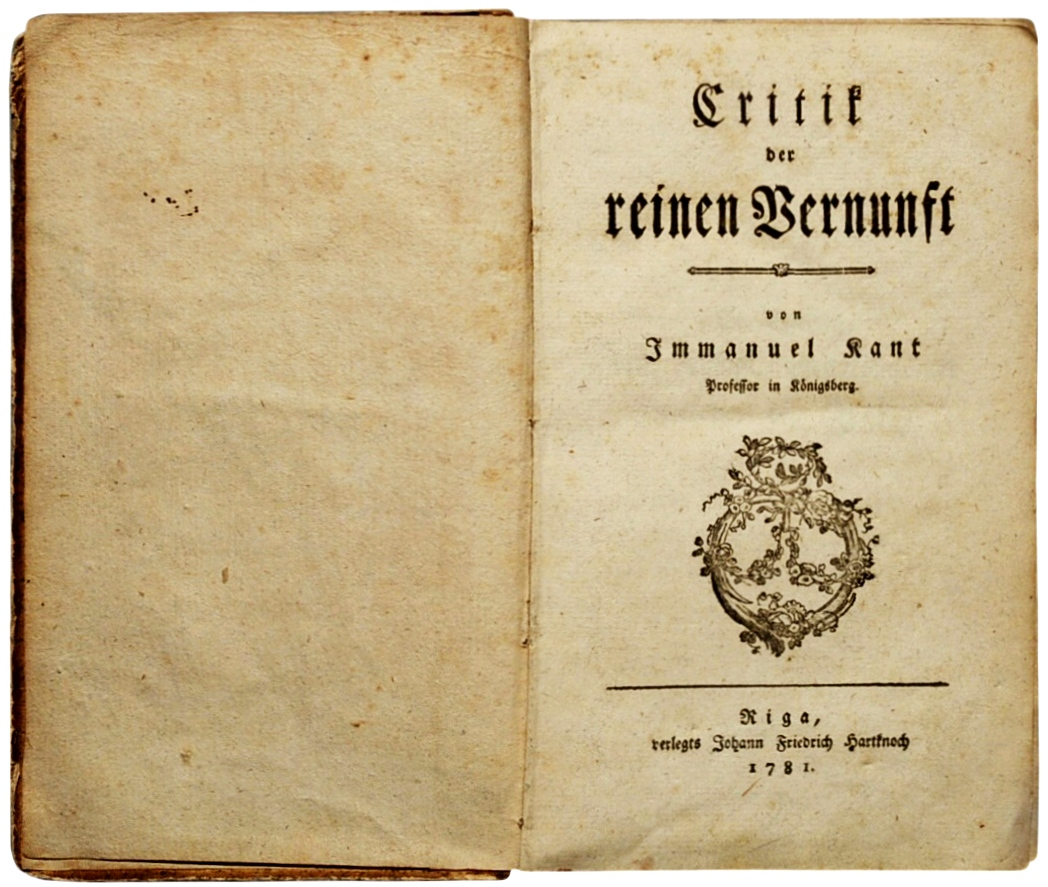
اولین چاپ کتاب

سنجش خرد ناب یا نقد عقل محض (به آلمانی: Kritik der reinen Vernunft) یا نقد اول نخستین کتاب از سه‌گانهٔ فلسفه انتقادی از ایمانوئل کانت است که اولین‌بار در سال ۱۷۸۱ چاپ شد. این کتاب مهم‌ترین اثر کانت است و دربارهٔ ویژگی‌های عقل و توان آن در شناخت متافیزیک است.
کانت در این کتاب به بررسی و تقسیم‌بندی مقولات شناخت و نیز بررسیِ محسوسات، ادراک و عقل محض پرداخته است. او در این کتاب عقل، محسوسات و ادراک، و ویژگی‌های عقل محض در شناخت متافیزیکی را شرح داده است.

## منطق استعلایی
منطق استعلایی در کتاب نقد عقل محض کانت مبحثی است که در آن قواعد ذهنی پیشینی بررسی شده است. کانت منطق استعلایی خود را به دو بخش تحلیل و دیالکتیک استعلایی تقسیم کرده است. کانت از رشته راهنما استفاده می‌کند و می‌گوید که فاهمه یا درک همان قوه حکم کننده است که عملکردش همان مقوله‌ها هستند. فاهمه در واقع قوه شناخت از طریق مفاهیم است که این عمل همان حکم کردن است و ذهنیات را به هم مربوط می‌کند.

### تحلیل استعلایی
تحلیل استعلایی منطق آنچه درست است می‌باشد. تحلیل استعلایی خود شامل دو بخش تحلیل مفاهیم و تحلیل اصول است که اولی استنتاج متافیزیک مفاهیم محض و استنتاج استعلایی این مفاهیم و دومی سیستم اصول را نتیجه می‌دهد.

### دیالکتیک استعلایی
دیالکتیک استعلایی منطق آنچه نادرست است می‌باشد. دیالکتیک استعلایی بخشی از کتاب نقد عقل محض کانت است که راجع به تأمل استعلایی توضیح می‌دهد که در هر تأمل عقل محض سه ایده اصلی (نفس و جهان و خدا) را تولید می‌کند و این ایده‌ها مفاهیم محض فاهمه را وحدت می‌بخشد. دیالکتیک استعلایی کانت به سه بخش مغالطه و تعارض و ایده‌آل تقسیم‌بندی می‌شود. وقتی صحبت از دیالکتیک می‌آید همه منتظر تضاد هستند در دیالکتیک استعلایی، کانت از تضادهایی صحبت به میان میاورد که از مفاهیمی جهان به وجود میایند.

## بخش‌بندی «نقد عقل محض»
بخش‌بندی کلی نقد اول کانت از این قرار است:
پیشگفتارها و مقدمه‌های دو ویراست.
۱. آموزه استعلایی عناصر
بخش اول. حسیات استعلایی
بخش دوم. منطق استعلایی
قسمت اول. تحلیل استعلایی
کتاب اول. تحلیل مفاهیم
فصل اول. دربارهٔ راهنمای کشف مفاهیم محض فاهمه
فصل دوم. دربارهٔ استنتاج مفاهیم محض فاهمه
کتاب دوم. تحلیل اصول
فصل اول. دربارهٔ شاکله‌سازی مفاهیم محض فاهمه
فصل دوم. نظام اصول فاهمه محض
فصل سوم. دربارهٔ مبنای تمایز متعلقها به پدیدارها و ذوات معقول
قسمت دوم. دیالکتیک استعلایی
کتاب اول. دربارهٔ مفاهیم عقل محض
کتاب دوم. دربارهٔ استدلالهای قیاسی دیالکتیکی عقل محض
فصل اول. دربارهٔ مغالطه‌های عقل محض
فصل دوم. تعارضهای عقل محض
فصل سوم. ایده‌آل عقل محض
۲. روش‌شناسی استعلایی
فصل اول. انضباط عقل محض
فصل دوم. قانون عقل محض
فصل سوم. ساختمان معمارانه عقل محض
فصل چهارم. تاریخ عقل محض

## ترجمه فارسی
از این کتاب تاکنون چهار ترجمه به زبان فارسی با مشخصات زیر انجام شده است:
- ک‍ان‍ت، ای‍م‍ان‍وئ‍ل، س‍ن‍ج‍ش خ‍رد ن‍اب، ت‍رج‍م‍هٔ میر شمس‌الدین ادیب‌سلطانی، وی‍راس‍ت ۲، ت‍ه‍ران: امیرکبیر، ۱۳۶۲؛ ۱۳۸۳.
- ک‍ان‍ت، ای‍م‍ان‍وئ‍ل، نقد عقل محض، ترجمهٔ بهروز نظری، چاپ اول: کرمانشاه: باغ نی، ۱۳۹۰؛ ویراست دوم (با ویرایش محمدمهدی اردبیلی): تهران: ققنوس، ۱۳۹۴.
- ک‍ان‍ت، ای‍م‍ان‍وئ‍ل، نقد عقل محض، ترجمهٔ عباس محمدی‌اصل، تهران: دیبای دانش‏‫، ‏‫۱۴۰۳. ‬‬
- ک‍ان‍ت، ای‍م‍ان‍وئ‍ل، نقد عقل محض، ترجمهٔ رضا ولی‌یاری، تهران: پارسه، ۱۴۰۳.

میرشمس‌الدین ادیب‌سلطانی در ترجمهٔ خود در کنار متن اصلی آلمانی، از ترجمه‌های انگلیسی، فرانسوی، روسی، عربی و عبری نیز استفاده کرده است. ترجمهٔ بهروز نظری همانگونه که در مقدمهٔ ویراستار ذکر شده، از ترجمهٔ ادیب سلطانی تأثیر بسیار پذیرفته است. ترجمهٔ رضا ولی‌یاری نیز از روی ترجمهٔ انگلیسی انجام و با متن آلمانی هم‌سنجی شده است.